# Alexandre Alphonse
Alexandre Alphonse (ur. 17 czerwca 1982 w Paryżu) – francuski piłkarz reprezentujący Gwadelupę, grający na pozycji napastnika.

## Kariera klubowa
Alphonse urodził się w Paryżu, a karierę piłkarską rozpoczął w amatorskim klubie Saint-Leu. Następnie został piłkarzem Grenoble Foot 38. Nie przebił się jednak do podstawowego składu i występował przez rok w amatorskich rezerwach tego klubu. W 2003 roku trafił do szwajcarskiego trzecioligowego Étoile Carouge FC, dla którego strzelił 19 goli w lidze. Dzięki wysokiej skuteczności odszedł do drugoligowego FC La Chaux-de-Fonds, gdzie podobnie jak w Étoile był najskuteczniejszym zawodnikiem. Przez półtora roku strzelił dla tego klubu 17 bramek.
Jesienią 2005 roku Alphonse podpisał kontrakt z pierwszoligowym FC Zürich. Swój debiut w nowym klubie zaliczył 2 października 2005 w meczu z Grasshoppers Zurych (0:1). Natomiast 29 października w meczu z FC Thun (2:0) zdobył pierwszego gola w lidze. W 2006 roku po raz pierwszy w karierze wywalczył mistrzostwo Szwajcarii, a w 2007 roku obronił z Zurychem mistrzowski tytuł. Od sezonu 2007/2008 występował w ataku Zurychu z Erikiem Hasslim. W 2009 roku po raz trzeci w karierze został mistrzem Szwajcarii.
W styczniu 2012 został graczem francuskiego Stade Brestois 29. W Ligue 1 zadebiutował 28 stycznia 2012 w przegranym 0:1 meczu z Paris Saint-Germain, zaś 7 kwietnia 2012 w wygranym 3:1 spotkaniu z Lille OSC strzelił swojego jedynego gola w tych rozgrywkach. W sezonie 2012/2013 spadł z klubem do Ligue 2. W 2016 roku odszedł do szwajcarskiego Servette FC, grającego w drugiej lidze. W 2019 roku zakończył tam karierę.
| Sezon   | Klub                 | Kraj       | Rozgrywki              | Mecze | Bramki | Europejskie puchary                | Mecze | Bramki |
| ------- | -------------------- | ---------- | ---------------------- | ----- | ------ | ---------------------------------- | ----- | ------ |
| 2002/03 | Grenoble Foot 38 B   | Francja    | CFA                    | 20    | 4      | –                                  | –     | –      |
| 2003/04 | Étoile Carouge FC    | Szwajcaria | 1. Liga                | 25    | 19     | –                                  | –     | –      |
| 2004/05 | FC La Chaux-de-Fonds | Szwajcaria | Swiss Challenge League | 28    | 11     | –                                  | –     | –      |
| 2005/06 | FC La Chaux-de-Fonds | Szwajcaria | Swiss Challenge League | 9     | 6      | –                                  | –     | –      |
| 2005/06 | FC Zürich            | Szwajcaria | Swiss Super League     | 21    | 8      | –                                  | –     | –      |
| 2006/07 | FC Zürich            | Szwajcaria | Swiss Super League     | 21    | 4      | kw. do Ligi Mistrzów               | 2     | 0      |
| 2007/08 | FC Zürich            | Szwajcaria | Swiss Super League     | 29    | 9      | kw. do Ligi Mistrzów Puchar UEFA   | 1 7   | 1 3    |
| 2008/09 | FC Zürich            | Szwajcaria | Swiss Super League     | 30    | 13     | kw. do Pucharu UEFA Puchar UEFA    | 2     | 0      |
| 2009/10 | FC Zürich            | Szwajcaria | Swiss Super League     | 27    | 8      | kw. do Ligi Mistrzów Liga Mistrzów | 3 6   | 0 1    |
| 2010/11 | FC Zürich            | Szwajcaria | Swiss Super League     | 26    | 10     | –                                  | –     | –      |
| 2011/12 | FC Zürich            | Szwajcaria | Swiss Super League     | 12    | 3      | kw. do Ligi Mistrzów Liga Europy   | 2 4   | 0 1    |
| 2011/12 | Stade Brestois 29    | Francja    | Ligue 1                | 11    | 1      | –                                  | –     | –      |
| 2012/13 | Stade Brestois 29    | Francja    | Ligue 1                | 0     | 0      | –                                  | –     | –      |
| 2013/14 | Stade Brestois 29    | Francja    | Ligue 2                | 21    | 6      | –                                  | –     | –      |
| 2014/15 | Stade Brestois 29    | Francja    | Ligue 2                | 25    | 6      | –                                  | –     | –      |
| 2015/16 | Stade Brestois 29    | Francja    | Ligue 2                | 30    | 4      | –                                  | –     | –      |
| 2016/17 | Servette FC          | Szwajcaria | Swiss Challenge League | 31    | 6      | –                                  | –     | –      |
| 2017/18 | Servette FC          | Szwajcaria | Swiss Challenge League | 18    | 4      | –                                  | –     | –      |
| 2018/19 | Servette FC          | Szwajcaria | Swiss Challenge League | 25    | 9      | –                                  | –     | –      |

## Kariera reprezentacyjna
W 2009 roku Alphonse został powołany przez Rogera Salnota do kadry na Złoty Puchar CONCACAF 2009 i tam też zadebiutował w niezrzeszonej w FIFA reprezentacji Gwadelupy. W ćwierćfinale tego turnieju z Kostaryką (1:5) zdobył honorowego gola dla swojej drużyny.